# Cephalanthera erecta
Cephalanthera erecta là một loài thực vật có hoa trong họ Lan. Loài này được (Thunb.) Blume mô tả khoa học đầu tiên năm 1859.

## Hình ảnh

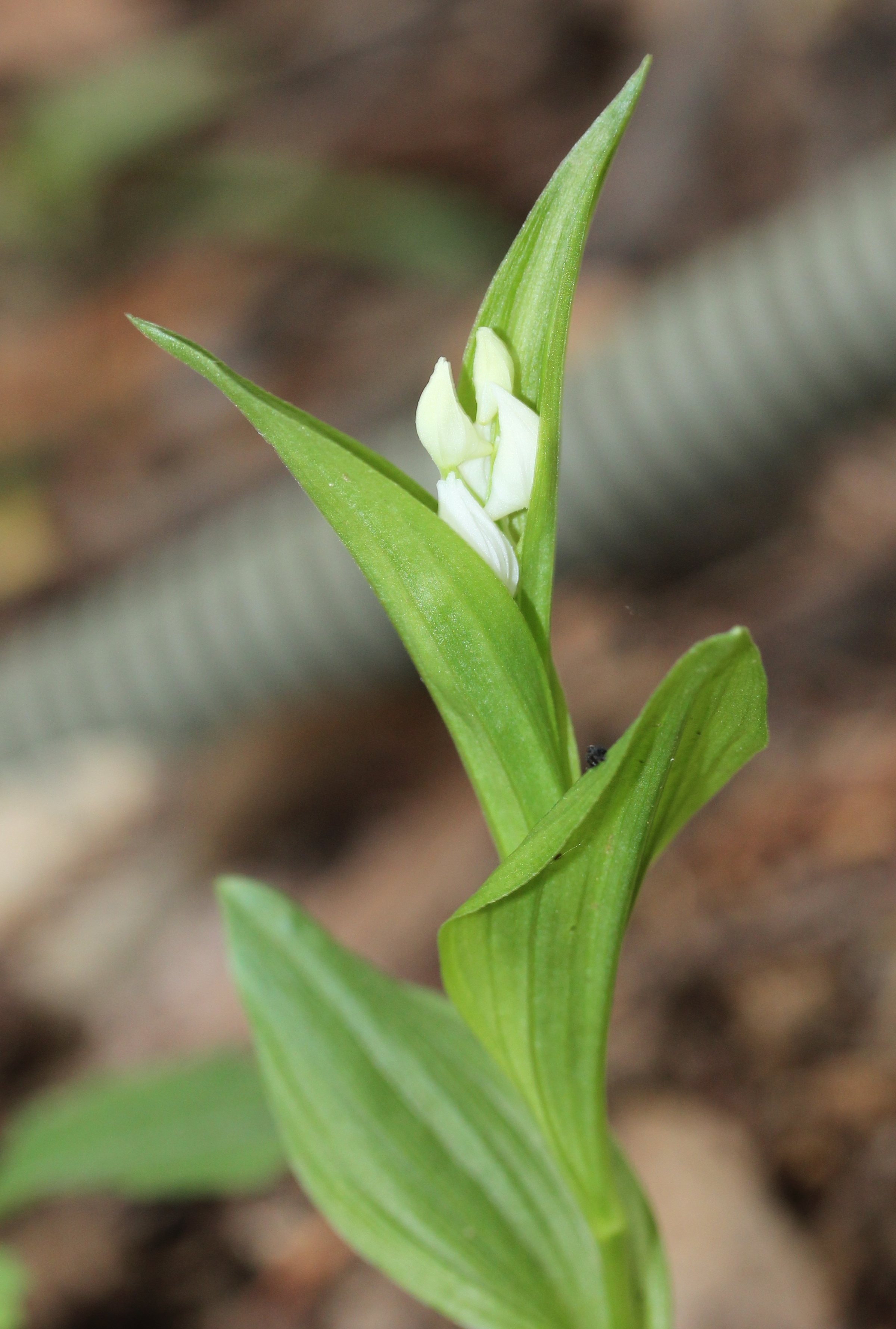
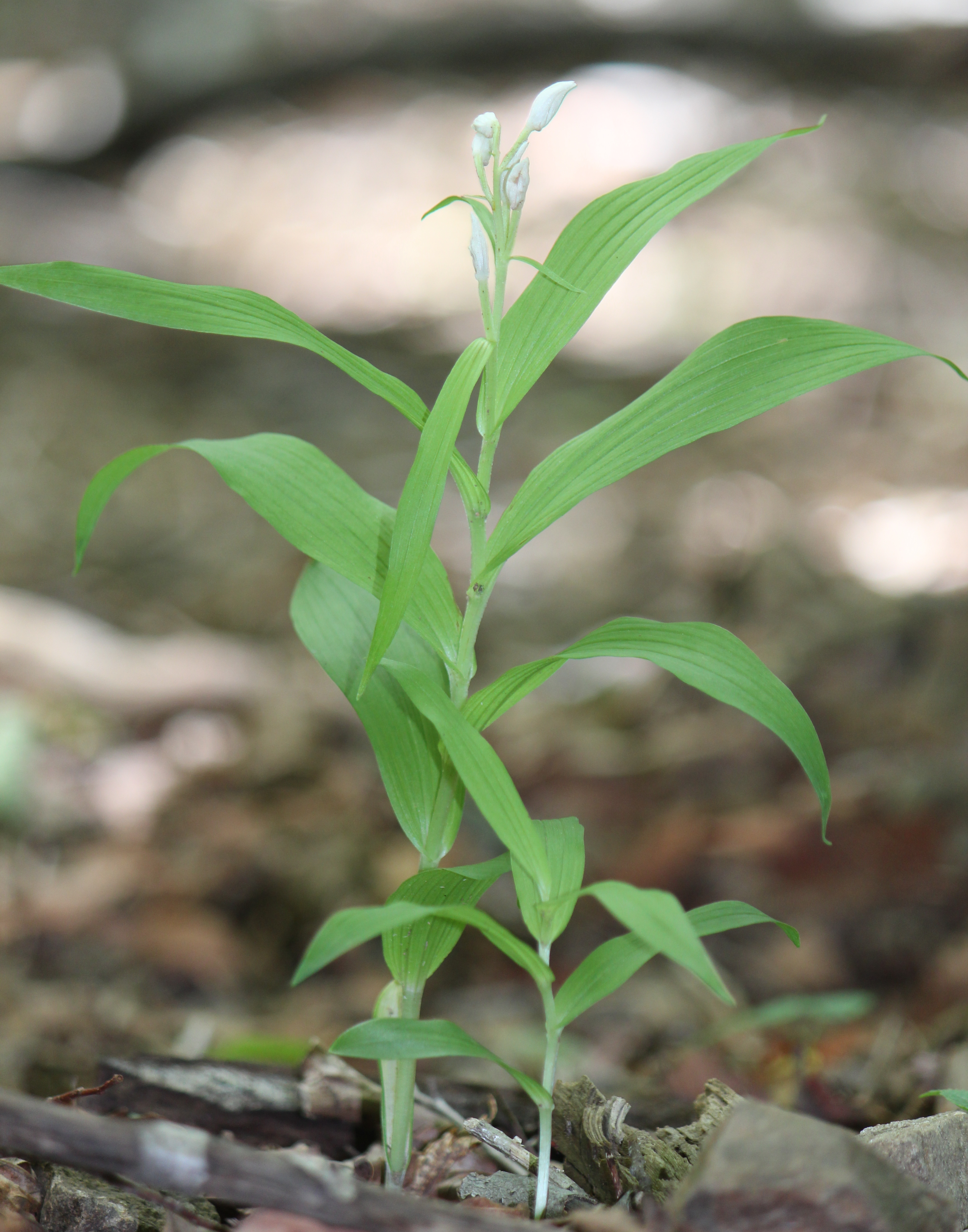